# March ör Die
A March ör Die album a brit Motörhead zenekar 1992-ben megjelent, sorrendben tizedik stúdiólemeze.

## Története
Az előző évben megjelent 1916 után a March ör Die a második Motörhead-album, melyet a WTG/Epic számára készítettek. A lemezt a nagykiadós recept szerint állították össze: van itt lírai sláger ("I Ain't No Nice Guy"), van ismert dal feldolgozása (Ted Nugent: "Cat Scratch Fever"), filmzene betétdal ("Hellraiser") és persze ismert vendégzenészek (Ozzy Osbourne és Slash). A kommersz megközelítés mégsem működött és a March ör Die csúfosan megbukott. A régi rajongók nem értékelték a helyenként popos dallamokat, új rajongókat pedig nem sikerült szerezni. A Motörhead Angliában ezzel az albummal produkálta a legrosszabb eladási eredményeket, de az áhított amerikai áttörés sem sikerült.
A lemezen újra Peter Solley producerrel dolgoztak, de már a stúdiózás sem indult jól, mivel kritikán aluli teljesítménye miatt a dobos Phil 'Philthy Animal' Taylort ki kellett rúgniuk. Philthy játéka egyedül az "I Ain't No Nice Guy" dalban hallható. Az albumot végül Tommy Aldridge (Whitesnake, Ozzy Osbourne) dobolta fel vendégzenészként. A felvételek végére a Motörhead új dobosát is sikerült megtalálniuk, a korábban King Diamond és Don Dokken zenekarában játszó Mikkey Dee személyében. Vele szintén felvettek két új számot, a Hellraiser III: Hell on Earth mozifilmben hallható "Hell on Earth" és "Hellraiser" dalokat, épp az 1992-es Los Angeles-i zavargásokkal egyidőben. A "Hellraiser" eredetileg Ozzy Osbourne 1991-es No More Tears albumára íródott , amelynek négy dalához Lemmy írt dalszövegeket. A filmhez a Motörhead újra feljátszotta a dalt.
Az "I Ain't No Nice Guy" dalban Ozzy Osbourne énekel duettet Lemmyvel, míg a gitárszólót Slash játszotta a Guns N’ Rosesból. A lírai dalt a slágerrádióknak szánták, de a kiadó nem támogatta eléggé ahhoz, hogy komolyan vegyék. A dalhoz forgatott klipet is a zenekarnak kellett kifizetnie, és mire a March ör Die megjelent a lemezt gondozó WTG tönkrement és az anyacég Sony kirúgta a zenekart.

## Az album dalai
1. "Stand" (Campbell, Würzel, Lemmy) – 3:31
2. "Cat Scratch Fever" (Ted Nugent) – 3:52
3. "Bad Religion" (Campbell, Würzel, Lemmy) – 5:01
4. "Jack the Ripper" (Campbell, Würzel, Lemmy) – 4:39
5. "I Ain't No Nice Guy" (Lemmy) – 4:18 videóklip
6. "Hellraiser" (Lemmy, Ozzy Osbourne, Zakk Wylde) – 4:35
7. "Asylum Choir" (Campbell, Würzel, Lemmy) – 3:40
8. "Too Good to Be True" (Campbell, Würzel, Lemmy) – 3:36
9. "You Better Run" (Lemmy) – 4:51
10. "Name in Vain" (Campbell, Würzel, Lemmy) – 3:06
11. "March ör Die" (Lemmy) – 5:41

## Közreműködők
- Ian 'Lemmy' Kilmister – basszusgitár, ének
- Phil Campbell – gitár, háttérvokál
- Mike 'Würzel' Burston – gitár, háttérvokál
- Tommy Aldridge – dobok
- Mikkey Dee – dobok a "Hellraiser" dalban
- Phil 'Philthy Animal' Taylor – dobok az "I Ain't No Nice Guy" dalban
- Slash – gitárszóló az "I Ain't No Nice Guy" dalban és gitár a "You Better Run" dalban
- Ozzy Osbourne – ének az "I Ain't No Nice Guy" dalban